# Schwarzwandspitze - Croda Nera
Schwarzwandspitze - Croda Nera (tyska: Schwarzwandspitze) är en bergstopp i Österrike, på gränsen till Italien.   Den ligger i distriktet Imst och förbundslandet Tyrolen, i den västra delen av landet, 400 km väster om huvudstaden Wien. Toppen på Schwarzwandspitze - Croda Nera är 3 354 meter över havet, eller 65 meter över den omgivande terrängen. Bredden vid basen är 0,11 km.
Terrängen runt Schwarzwandspitze - Croda Nera är bergig åt sydost, men åt nordväst är den kuperad. Runt Schwarzwandspitze - Croda Nera är det ganska glesbefolkat, med 24 invånare per kvadratkilometer.. Närmaste större samhälle är Sölden, 13,0 km väster om Schwarzwandspitze - Croda Nera. 
Trakten runt Schwarzwandspitze - Croda Nera består i huvudsak av gräsmarker.